# HM Cancri
Désignations
HM Cancri (en abrégé HM Cnc), également désigné RX J0806.3+1527 et parfois raccourci J0806, est un système d'étoile binaire à rayons X situé à environ ∼ 1 600 a.l. (∼ 491 pc). Il comprend deux naines blanches denses qui orbitent toutes les 321,5 secondes (dans ce système, la durée de « l'année » n'est que de 5,4 minutes), à une distance estimée de seulement 80 000 kilomètres l'une de l'autre (environ 1/5 de la distance entre la Terre et la Lune).
Les deux étoiles orbitent entre elles à des vitesses supérieures à 400 kilomètres par seconde. On estime leur masse à environ la moitié de celle de notre Soleil. Comme les naines blanches typiques, elles sont extrêmement denses, étant composées de matière dégénérée, et ont ainsi des rayons de l'ordre de celui de la Terre. Les astronomes pensent que les deux étoiles finiront par fusionner, à partir de données provenant de nombreux satellites de mesure des rayons X, comme l'observatoire X-Ray Chandra, le XMM-Newton et le télescope spatial Swift. Ces données montrent que la période orbitale des deux étoiles est en constante diminution à raison de 1,2 milliseconde par an, car elles se rapprochent ainsi d'environ 60 centimètres par jour. Avec une période de révolution de 5,4 minutes, HM Cancri / RX J0806 est le système binaire dont la période orbitale est la plus courte actuellement[Quand ?] connue.